# Заріч'є (Ком'янське сільське поселення)
Зарі́ч'є (рос. Заречье) — присілок у складі Грязовецького району Вологодської області, Росія. Входить до складу Ком'янського сільського поселення.

## Населення
Населення — 121 особа (2010; 130 у 2002).
Національний склад (станом на 2002 рік):
- росіяни — 98 %